# Jehoschua Mordechai Lifschitz

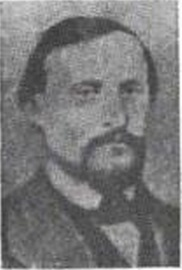
Jehoschua Mordechai Lifschitz (1829–1878), der Vater der jiddischen Lexikographie

Jehoschua Mordechai Lifschitz (Wininger IV, 133: Josua Mordechai Lipschütz; Jüdisches Lexikon III, 1112: Lifschiz, Schi'e Mordche; geb. 1829 in Berditschew, Russisches Kaiserreich; gest. 2. August 1878 ebenda) war ein in Russland geborener Lexikograph und Autor der Haskala-Epoche. Der Theoretiker der jiddischen Bewegung im 19. Jahrhundert vertrat die Idee einer säkularen jüdischen Kultur, die auf dem Jiddischen basiert. Zu seinen Werken zählen ein jiddisch-russisches und ein russisch-jiddisches Wörterbuch. Lifschitz bekämpfte sowohl die phrasenreiche, gedrechselte Haskala-Literatur, die das Jiddische als kulturunfähig verwarf, als auch die Russifizierungsbestrebungen auf der anderen Seite und trat für die jiddische Sprache bewusst und konsequent ein. Dabei entwickelte und benutzte er Argumente, die nach einem halben Jahrhundert von der modernen jiddischen Bewegung unverändert als Axiome angenommen wurden.

## Leben
Über sein frühes Leben ist wenig bekannt, aber es ist klar, dass er aus der Haskala-Bewegung hervorging, deren Mitglieder darauf achteten, in reinem Hebräisch zu schreiben.
Der als „Vater“ des Jiddischismus und der jiddischen Lexikographie eingestufte Lifschitz sah im Jiddischen keinen Jargon, sondern eine eigene Sprache und war der erste, der die Sprache „Jiddisch“ nannte und daran arbeitete, die Regeln der Grammatik und Rechtschreibung aufzustellen, die auf dem jiddischen Dialekt seiner Heimat Wolhynien (er wurde in Berditschew geboren) basieren.
In seinem Essay „Die vier Klassen“ (jiddisch: di fir klasn די פיר קלאסן) bezeichnete er Jiddisch als eine vom Deutschen und Hebräischen völlig getrennte Sprache und im europäischen Kontext seines Publikums als die „Muttersprache“ des jüdischen Volkes.
Die 1870er Jahre waren durch die Verschärfung der Spannungen zwischen den Eiferern der Wiederbelebung der hebräischen Sprache und den extremen Jiddischisten gekennzeichnet, die sich gegenseitig ablehnten. Das Hebräische wurde von Lifschitz heftig angegriffen und von ihm zu einer toten und degenerierten Literatursprache erklärt.
Lifschitz überredete den jungen Maskil Scholem Jankew Abramowitsch (Mendele der Buchhändler), mit dem er eng befreundet war, Literatur in jiddischer Sprache zu schreiben, trotz der Kälte und Verachtung, mit der zu dieser Zeit das Jiddische aufgenommen wurde. 1861 überredete er den Herausgeber von Ha-Meliz, Alexander Halevi Zederbaum, eine erste moderne jiddische Zeitung mit dem Titel Kol Mevasser zu veröffentlichen, zu der die führenden Persönlichkeiten der jiddischen Welt in Russland sowie er, Lifschitz, selbst u. a. eine Reihe populärwissenschaftlicher Artikel in Dialogform (über Astronomie, Physik, Chemie, Ökonomie), beigetragen haben.

## Werke (Auswahl)
- Jiddisch-deutsches Wörterbuch und Deutsch-jiddisches Wörterbuch  (vorbereitende Arbeiten im Jahr 1867, unveröffentlicht), das erste modernsprachige Wörterbuch
- Rusish-yudisher verter-bikh (Russisch-Jiddisches Wörterbuch) (Zhitomir: Y. M. Baksht 1869), 360 S.
- Yudesh-risisher verter bikh (Jiddisch-Russisches Wörterbuch) (Zhitomir: Y. M. Baksht 1876), 223 S.